# یواس‌اس پراتکتور (ای‌جی‌آر-۱۱)
یواس‌اس پراتکتور (ای‌جی‌آر-۱۱) (به انگلیسی: USS Protector (AGR-11)) یک کشتی بود که طول آن 441' بود. این کشتی در سال ۱۹۴۵ ساخته شد.